# George William Staples
George William Staples ( * 1953 - ) es un botánico estadounidense.

## Algunas publicaciones
- Staples, george william; sheng-zehn Yang. 1998. Convolvulaceae. En: Flora of Taiwan, tomo 4: 358 (enlace roto disponible en Internet Archive; véase el historial, la primera versión y la última).

### Libros
- -------, derral r. Herbst. 2005. A Tropical Garden Flora: Plants Cultivated in the Hawaiian Islands and other Tropical Places . Ed. Bishop Museum Press. 908 pp. ISBN 1-58178-039-7
- -------, robert h. Cowie. Hawai'i's Invasive Species: A Guide to the Invasive Plants and Animals in the Hawaiian Islands. Ed. Bishop Museum Press. 114 pp. ISBN 1-56647-510-4
- -------, michael s. Kristiansen. 1999. Ethnic culinary herbs: a guide to identification and cultivation in Hawaii. Ed. University of Hawaii Press. 122 pp. ISBN 0-8248-2094-0

- La abreviatura «Staples» se emplea para indicar a George William Staples como autoridad en la descripción y clasificación científica de los vegetales.[1]

- «George William Staples». Índice Internacional de Nombres de las Plantas (IPNI). Real Jardín Botánico de Kew, Herbario de la Universidad de Harvard y Herbario nacional Australiano (eds.).
- Wikispecies tiene un artículo sobre George William Staples.

- Datos: Q5877976
- Especies: George William Staples

1. ↑  Todos los géneros y especies descritos por este autor en IPNI.